# Ilari Filppula
Ilari Filppula (ur. 5 listopada 1981 w Vantaa w Finlandii) – fiński hokeista, reprezentant Finlandii.
Jego młodszy brat Valtteri (ur. 1984) także został hokeistą.

## Kariera
- Kiekko-Vantaa U16 (1996-1997)
- Kiekko-Vantaa U18 (1997-1998)
- Kiekko-Vantaa U20 (1998-2000)
- Kiekko-Vantaa (2000)
- Jokerit U20 (2000-2001)
- Kiekko-Vantaa (2001-2003)
- JYP (2003-2005)
- Jokerit (2002, 2005-2006)
- JYP (2006-2008)
- TPS (2008-2010)
- Grand Rapids Griffins (2010-2011)
- Jokerit (2011-2013)
- CSKA Moskwa (2013-2014)
- HC Lugano (2014-2016)
- MODO Hockey (2016)
- Malmö Redhawks (2016-2017)
- TPS (2017-2020)

Wychowanek klubu EVU. Od maja 2011 zawodnik klubu Jokerit, w którym grał dwa lata. Od czerwca 2013 zawodnik CSKA Moskwa, związany rocznym kontraktem. Od kwietnia 2014 zawodnik szwajcarskiego klubu HC Lugano, związany dwuletnim kontraktem. Od stycznia 2016 zawodnik MODO. Od kwietnia 2016 do kwietnia 2017 zawodnik Malmö Redhawks. Od maja 2017 ponownie zawodnik TPS. W styczniu 2021 ogłosił zakończenie kariery zawodniczej i podjęcie studiów psychologii na Uniwersytecie Otwartym.

## Sukcesy

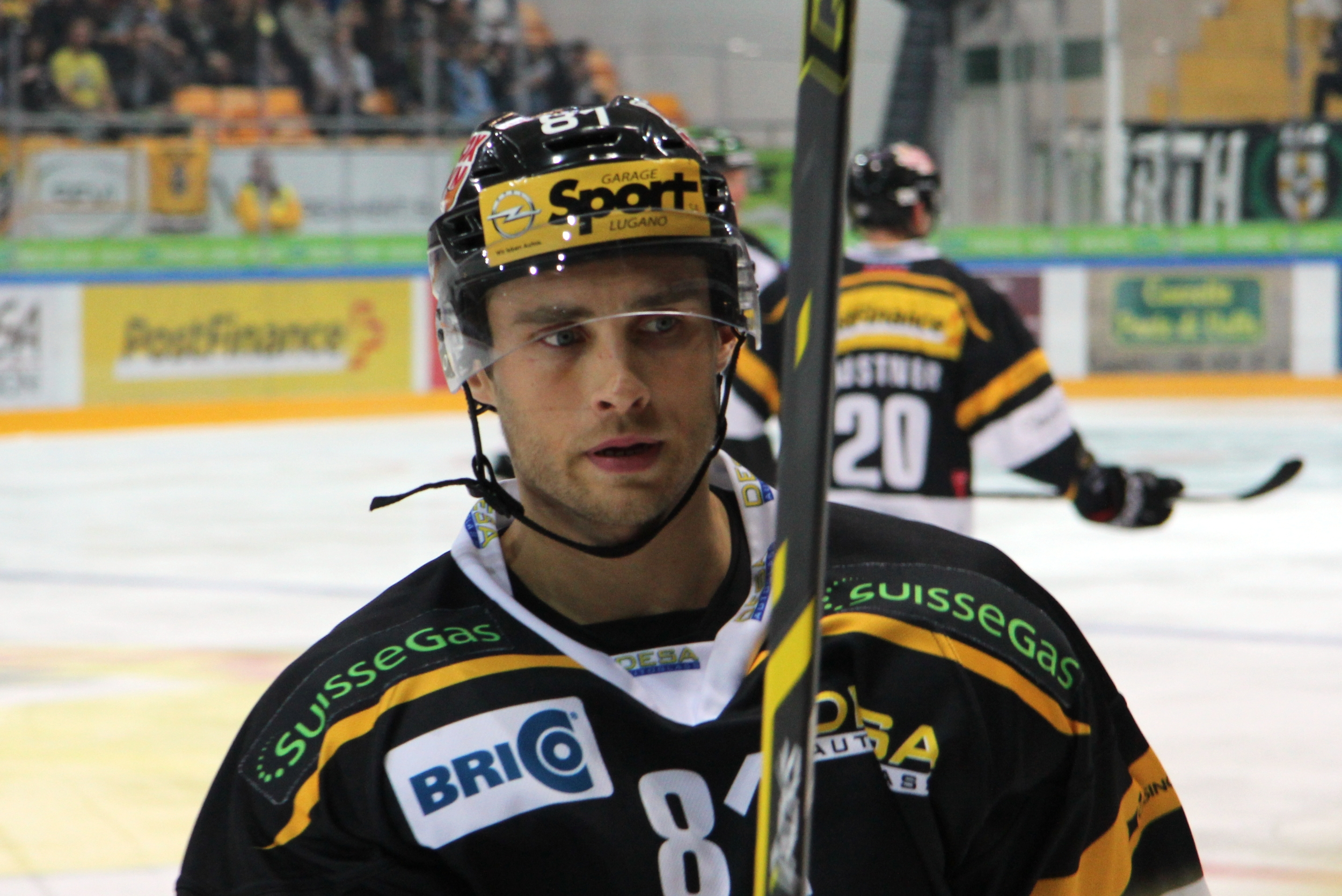
Ilari Filppula w barwach HC Lugano (2014)

Klubowe
- Srebrny medal Mestis: 2003 z Kiekko-Vantaa
- Złoty medal mistrzostw Finlandii: 2010 z TPS
- Brązowy medal mistrzostw Finlandii: 2012 z Jokeritem
- Drugie miejsce w European Trophy: 2011 z Jokeritem

Indywidualne
- Mestis (2001/2002):
  - Najlepszy pierwszoroczniak sezonu
- Mestis (2002/2003):
  - Dżentelmen sezonu
- SM-liiga (2009/2010):
  - Drugie miejsce w klasyfikacji asystentów w sezonie zasadniczym: 37 asyst[10]
  - Pierwsze miejsce w klasyfikacji asystentów w fazie play-off: 12 asyst[11]
  - Trzecie miejsce w klasyfikacji kanadyjskiej w fazie play-off: 14 punktów[12]
  - Trofeum Jariego Kurri - najlepszy zawodnik w fazie play-off
- AHL (2010/2011):
  - Mecz Gwiazd AHL
- European Trophy 2011:
  - Najbardziej Wartościowy Zawodnik (MVP) turnieju
- Oddset Hockey Games 2013:
  - Pierwsze miejsce w klasyfikacji asystentów całego cyklu: 3 asysty
- Liiga (2017/2018):
  - Drugie miejsce w klasyfikacji asystentów w fazie play-off: 9 asyst[13]
- Liiga (2019/2020):
  - Piąte miejsce w klasyfikacji asystentów w sezonie zasadniczym: 33 asysty[14]